# نوکارگزی
نوکارگزی، روستایی از توابع بخش چغادک شهرستان بوشهر در استان بوشهر ایران است.

## جمعیت
این روستا در دهستان چاه‌کوتاه قرار داشته و در سرشماری رسمی بر اساس آمار سال ۱۳۸۵ جمعیت آن ۱۰۲ نفر (۲۲ خانوار) بوده‌ و بر اساس آمار سال ۱۳۹۵ جمعیت آن ۳۸ نفر می‌باشد.
زمستانهای کم باران
تابستانهای گرم و خشک و بعضا با گرد و خاک
این روستا به جزیره شیف
بند نگین
بندر گناوه ودیلم و بندر ریگ وبندر بوشهر و خوزستان راه دارد... 

اغلب افراد روستا کارمند بوده و در کنار شغل خود به کشاورزی دیمی و دامداری می‌پردازند. به دلیل خشکسالی در سال‌های متمادی اخیر و نزدیک بودن روستا به شهرهای بزرگ بوشهر و برازجان، در دهه ۹۰ جمعیت به سمت شهر مهاجرت کرده و به شدت از جمعیت روستا کاسته شده‌است. بزرگترین و معروف‌ترین سکنه این روستا طایفه احمدی انگالی است و در راس ان آقای علی احمدی انگالی بزرگ خاندان که شخصیتی چون کاوه اهنگر داشت و زیر بار حرف زور هیچ کس هیچوقت نرفت و هیچگاه حرف شنو خوانین  و کدخدایان ان حوضه نبود و خود مستقل از همه زندگی میکرد راهی جز راه حق نرفت  و دربهمن ماه  سال ۱۳۹۵ در سن ۹۴سالکی دار فانی را وداع گفت و به سوی حق شتافت  و در ارامگاه شهر برازجان به خاک سپرده شد و به یادبود ایشان و دو تن از وابستگانش سقاخانه ای در جوار مرقد سید محمد سجادی بدست پسران و نوه ها و بازماندگان این بزرگوار ساخته شد که عکس ایشان در سقاخانه در ورودی بقعه نصب گردیده است...
```
نوه بزرگ پسری ایشان فرزند پسر بزرگتر سازنده انواع گنبد و گلدسته و ضریح میباشد که نمونه کارهایی در شهرستان دشتستان دارد از ان جمله
```

سقاخانه آرامگاه برازجان
گنبد بقعه سید محمد سجادی
گلدسته های مسجد امام خمینی فاز یک شهرک امام برازجان
ماکت مربلای مراسم محرم مسجد قدس برازجان
ماکت کربلای مراسم محرم مسجد فاطمه زهرای محله والفجر برازحان
ضریح مرقد مطهر امامزاده شاه ابوالقاسم روستای گندم ریز
درب مرقد مطهر امامزاده شاه ابوالقاسم روستای گندم ریز
درب مرقد مقدس امامزاده شاه قطب الدین روستای درودگاه